# Хёхст (Франкфурт-на-Майне)
Хёхст (нем. Höchst) — район Франкфурта-на-Майне с 1928 года, население — около 31,5 тысяч человек. Расстояние до центра города — 10 км. Расположен у впадения реки Нидда в Майн.
Как и многие другие районы Франкфурта, Хёхст — бывший город (городом стал в 1355 году); кроме того, он и до сих пор остаётся важным культурным центром. Так, в июне в городе проводится фольклорный фестиваль Höchster Schloßfest (de).
Благодаря ныне упразднённому концерну Hoechst AG (1863—1999) название района широко известно во всём мире. Не считая краткого перерыва (1925—1952), в Хёхсте размещалось правление концерна. Глобалистские тенденции мировой экономики способствовали близкому соседству предприятий смежных областей. Это привело к появлению на территории промышленного гиганта производств других компаний и послужило толчком к созданию индустриального парка, обеспечивающего размещенные на его территории предприятия оптимальными условиями: развитой инфраструктурой, мощной объединённой энергосистемой и связью со всеми средствами сообщения. В результате резидентами этой площадки являются 80 крупных и мелких химических предприятий, из сфер фармакологии, биотехнологии, химической и фармацевтической промышленности. Здесь располагаются как глобально действующие интернациональные концерны, так и маленькие инновационные фирмы и производители услуг. Наиболее известные из них: Basell Polyolefine, Bayer CropScience, Celanese Chemicals Europe, Clariant, Degussa, DyStar Textilfarben, Manpower, Air Liquide (ранее Messer Griesheim), Siemens AG, Solvay Fluor, Ticona.
Важнейшим памятником архитектуры является церковь св. Юстина каролинговской эпохи, отдельные части которой относятся к IX веку. Так называемый Старый город хорошо сохранился и с 1972 года является памятником архитектуры. Сохранилось средневековое здание цеха ремесленников, построенное после катастрофического пожара 1586 года.